# I Can See Your Voice
I Can see Your Voice (Hangul: 너의 목소리가 보여, RR: Neo-eui Moksori-ga Bo-yeo, MR: Nŏŭi Moksorika Poyŏ) también conocido como ICSYV, es un programa de televisión de música de Corea del Sur transmitido desde el 26 de febrero del 2015 hasta ahora, a través de Mnet y simultáneamente en tvN.
El programa es presentado por Leeteuk, Kim Jong-kook y Yoo Se-yoon.

## Formato
Durante el programa los artistas invitados, deben intentar adivinar correctamente a seis concursantes que son buenos cantantes (conocidos como vocalistas hábiles) y quienes son los cantantes malos (conocidos como vocalistas sordos) sin escucharlos cantar. A los artistas los ayudarán un grupo de panelistas famosos conocidos como los "Tone-deaf Detective Team" o los "SING-vestigators".
Después de que son eliminados uno o dos concursantes en cada ronda, los eliminados revelan su verdadera habilidad para cantar en el escenario conocido como el "Escenario de la Verdad" (en inglés: "Stage of Truth"). El último artista que quede de pie podrá cantar junto a uno de los artistas invitados. 
Si el ganador resulta ser un buen cantante, este tendrá la oportunidad de lanzar una canción con el artista invitado como un sencillo digital, sin embargo si el ganador resulta ser un cantante malo, este recibirá ₩5,000,000 ($4,500). 
Durante el primer episodio de la quinta temporada, el talentoso ganador recibirá un par de micrófonos especialmente diseñados.

## Miembros

### Presentadores
| Artista       | Episodios | Duración      |
| ------------- | --------- | ------------- |
| Leeteuk       | -         | 2015-presente |
| Yoo Se-yoon   | -         | 2015-presente |
| Kim Jong-kook | -         | 2017-presente |
| Kim Bum-soo   | -         | 2015-2016     |

### SING-vestigators
- Tone-deaf Detective Team:

| Artista             | Episodios donde apareció                        | Temporadas      | Duración            | Notas                           |
| ------------------- | ----------------------------------------------- | --------------- | ------------------- | ------------------------------- |
| Kim Sang-hyuk       | 1-12; 1-12, 14; 1-12; 1-18; 1-12; 1-            | 1 - presente    | 2015-presente       |                                 |
| Lee Sang-min        | 1-12, 14; 1-12; 4-8, 10, 12-18; 1-12; 1-        | 2 - presente    | 2015-presente       |                                 |
| Jang Do-yeon        | 1-2, 6, 8, 10; 1-12; 1-18; 1, 3-4, 7, 10-11; 1- | 2 - presente    | 2015-presente       |                                 |
| Joon Park           | 11-12; 4-5, 8, 11, 13-18; 1-12; 1-              | 3 - presente    | 2016-presente       |                                 |
| DinDin              | 2, 5, 8, 10, 12; 1-                             | 3, 6 - presente | 2016, 2019-presente |                                 |
| Shindong            | 1-18; 1-12                                      | 4 - 5           | 2017-2018           |                                 |
| Park Hwi-soon       | 3-10, 12-14; 3                                  | 2, 4            | 2015-2016, 2017     |                                 |
| Han Hee-jun         | 1-2, 4, 6-7, 9-10, 14; 1-12                     | 2 - 3           | 2015-2016           |                                 |
| Bang Se-jin         | 12                                              | 5               | 2018                |                                 |
| Jang Moon-bok       | 11-12                                           | 5               | 2018                |                                 |
| Im Jin-mo           | 11                                              | 5               | 2018                |                                 |
| Jeong Sa-gang       | 11                                              | 5               | 2018                | (miembro de The East Light)     |
| Kim Min-kyu         | 10                                              | 5               | 2018                |                                 |
| Park Ji-heon        | 10                                              | 5               | 2018                | (miembro de V.O.S)              |
| EDEN                | 10                                              | 5               | 2018                |                                 |
| Alberto Mondi       | 9                                               | 5               | 2018                |                                 |
| Lee Yoon-ah         | 9                                               | 5               | 2018                |                                 |
| Roh Ji-sun          | 8                                               | 5               | 2018                | (miembro de Fromis 9)           |
| Park Jae-jung       | 8                                               | 5               | 2018                |                                 |
| Giant Pink          | 8                                               | 5               | 2018                |                                 |
| Narsha              | 8                                               | 5               | 2018                |                                 |
| YooA                | 7, 12                                           | 5               | 2018                | (miembro de Oh My Girl)         |
| Jeup                | 7                                               | 5               | 2018                | (miembro de IMFACT)             |
| Lee Jeong-seok      | 6                                               | 5               | 2018                |                                 |
| Kim Young-hee       | 6                                               | 5               | 2018                |                                 |
| Park Jung-ah        | 6                                               | 5               | 2018                |                                 |
| Kwon Hyuk-soo       | 5                                               | 5               | 2018                |                                 |
| Lee Ha-rin          | 5                                               | 5               | 2018                |                                 |
| Go Jang-hwan        | 4, 7                                            | 5               | 2018                |                                 |
| Kim Dong-hyun       | 4                                               | 5               | 2018                |                                 |
| Zairo               | 4                                               | 5               | 2018                |                                 |
| Park Seul-gi        | 3, 5                                            | 5               | 2018                |                                 |
| Sime                | 3                                               | 5               | 2018                | (miembro de EXP EDITION)        |
| Kassy               | 3                                               | 5               | 2018                |                                 |
| Kim Joo-hee         | 3                                               | 5               | 2018                |                                 |
| Kim Ji-sook         | 2                                               | 5               | 2018                | (miembro de Rainbow)            |
| Jeon Sang-geun      | 2                                               | 5               | 2018                |                                 |
| Han Hyun-min        | 1                                               | 5               | 2018                |                                 |
| Kim Min-seok        | 1                                               | 5               | 2018                | (miembro de MeloMance)          |
| Microdot            | 1-2                                             | 5               | 2018                |                                 |
| Park Mi-kyung       | 18                                              | 4               | 2017                |                                 |
| G2                  | 17                                              | 4               | 2017                |                                 |
| Kim Jeong-geun      | 17                                              | 4               | 2017                |                                 |
| Rowoon              | 15                                              | 4               | 2017                |                                 |
| Hwang Bo-mi         | 14                                              | 4               | 2017                |                                 |
| Jo Kwon             | 13                                              | 4               | 2017                |                                 |
| Jae Park            | 13                                              | 4               | 2017                | (miembro de Day6)               |
| Boom                | 12-13                                           | 4               | 2017                |                                 |
| Kim Jin             | 12                                              | 4               | 2017                |                                 |
| Choi Holley         | 12                                              | 4               | 2017                |                                 |
| Na-young            | 11                                              | 4               | 2017                |                                 |
| Hong Rok-gi         | 11, 14, 18                                      | 4               | 2017                |                                 |
| Sung Dae-hyun       | 11, 14                                          | 4               | 2017                | (miembro de R.ef)               |
| Niel                | 10                                              | 4               | 2017                |                                 |
| Moon Se-yoon        | 10                                              | 4               | 2017                |                                 |
| Yezi                | 9                                               | 4               | 2017                |                                 |
| Kim Jong-min        | 9                                               | 4               | 2017                |                                 |
| Cao Lu              | 8, 10                                           | 4               | 2017                |                                 |
| Sam Okyere          | 8                                               | 4               | 2017                |                                 |
| J-Min               | 7                                               | 4               | 2017                |                                 |
| Hong Seok-cheon     | 7                                               | 4               | 2017                |                                 |
| Soomin              | 7                                               | 4               | 2017                | (miembro de Awe5omeBaby)        |
| Yoo Jae-hwan        | 7                                               | 4               | 2017                |                                 |
| Hyojung             | 6                                               | 4               | 2017                | (miembro de Oh My Girl)         |
| Joo Woo-jae         | 6                                               | 4               | 2017                |                                 |
| Kim Jae-woo         | 6                                               | 4               | 2017                |                                 |
| Danji               | 5                                               | 4               | 2017                |                                 |
| JeA                 | 5                                               | 4               | 2017                |                                 |
| Jeon So-mi          | 4-5                                             | 4               | 2017                |                                 |
| Seol Ha-yoon        | 4                                               | 4               | 2017                |                                 |
| Shin Hyun-woo       | 3                                               | 4               | 2017                |                                 |
| Noh Yoo-min         | 3                                               | 4               | 2017                |                                 |
| Zizo                | 2, 4                                            | 4               | 2017                |                                 |
| Kim Chung-ha        | 2                                               | 4               | 2017                |                                 |
| Ji Sang-ryeol       | 2                                               | 4               | 2017                |                                 |
| Chun Myung-hoon     | 1-2, 7                                          | 4               | 2017                |                                 |
| Chae Yeon           | 1, 16                                           | 4               | 2017                |                                 |
| Kim Jeong-nam       | 1, 2                                            | 4               | 2017                | (miembro de Turbo)              |
| Heo Young-ji        | 1                                               | 4               | 2017                |                                 |
| Turbo               | 1                                               | 4               | 2017                |                                 |
| Kangnam             | 12; 15-16                                       | 3, 4            | 2016, 2017          |                                 |
| Jun. K              | 11                                              | 3               | 2016                |                                 |
| Yoon Chae-kyung     | 11                                              | 3               | 2016                | (miembro de C.I.V.A e I.B.I)    |
| Lee Soo-min         | 11                                              | 3               | 2016                | (miembro de C.I.V.A)            |
| KIXS (Jee-su)       | 10                                              | 3               | 2016                | (miembro de DMTN)               |
| Joosuc              | 10                                              | 3               | 2016                |                                 |
| Park Ji-yoon        | 9-10                                            | 3               | 2016                |                                 |
| Yein                | 9                                               | 3               | 2016                | (miembro de Melody Day)         |
| Sleepy              | 9                                               | 3               | 2016                | (miembro de Untouchable)        |
| MC Dingdong         | 9                                               | 3               | 2016                |                                 |
| Kim So-hee          | 8, 10-11; 3, 11, 18; 9                          | 3               | 2016, 2017, 2018    | (miembro de C.I.V.A e I.B.I)    |
| Kang Yoo-mi         | 8                                               | 3               | 2016                |                                 |
| Park Gyu-ri         | 7                                               | 3               | 2016                |                                 |
| Space Cowboy        | 7                                               | 3               | 2016                |                                 |
| Don Spike           | 7-8                                             | 3               | 2016                |                                 |
| Shin Bo-ra          | 6; 6                                            | 3, 4            | 2016, 2017          |                                 |
| Kim Ji-ah           | 6                                               | 3               | 2016                |                                 |
| Juniel              | 5                                               | 3               | 2016                |                                 |
| Park Kyung          | 5                                               | 3               | 2016                |                                 |
| Taeil               | 5                                               | 3               | 2016                |                                 |
| Jung In-young       | 5-6, 12                                         | 3               | 2016                |                                 |
| Hanhae              | 4                                               | 3               | 2016                | (miembro de Phantom)            |
| Kim Jin-yeop        | 4: 4                                            | 3               | 2016, 2019          |                                 |
| James               | 3                                               | 3               | 2016                |                                 |
| Lee Ji-hye          | 3                                               | 3               | 2016                |                                 |
| Kim Heung-gook      | 3, 6, 9; 6                                      | 3               | 2016, 2018          |                                 |
| Lee Hyun            | 2                                               | 3               | 2016                |                                 |
| Lee Chang-min       | 2                                               | 3               | 2016                |                                 |
| Stephanie           | 2, 4-5                                          | 3               | 2016                |                                 |
| Park Eui-jeong      | 2                                               | 3               | 2016                | (miembro de 36.5 °C Band)       |
| Park Byeon-gye      | 2                                               | 3               | 2016                | (miembro de 36.5 °C Band)       |
| Park Seung-soo      | 2                                               | 3               | 2016                | (miembro de 36.5 °C Band)       |
| Bae Yoon-jeong      | 1, 6                                            | 3               | 2016                |                                 |
| Jinyoung            | 1                                               | 3               | 2016                |                                 |
| Yeeun               | 1                                               | 3               | 2016                |                                 |
| Lee Ha-neul         | 14                                              | 2               | 2016                | (miembro de DJ DOC)             |
| Maeng Seung-ji      | 14                                              | 2               | 2016                |                                 |
| Oh Hyun-min         | 13                                              | 2               | 2016                |                                 |
| Jo Jung-chi         | 13; 8                                           | 2, 5            | 2016, 2018          |                                 |
| Yoon Tae-jin        | 13                                              | 2               | 2016                |                                 |
| Brian               | 12                                              | 2               | 2016                | (miembro de Fly to the Sky)     |
| Kim Il-joong        | 12, 14; 3                                       | 2, 3            | 2016                |                                 |
| Hong Jin-kyung      | 12                                              | 2               | 2016                |                                 |
| Lee Gwi-nam         | 11                                              | 2               | 2015                | (miembro de Apro Band)          |
| Seo Young-min       | 11                                              | 2               | 2015                | (miembro de Apro Band)          |
| Moon Sang-seon      | 11                                              | 2               | 2015                | (miembro de Apro Band)          |
| Noh Eun-jong        | 11                                              | 2               | 2015                | (miembro de Apro Band)          |
| Park Joon-soo       | 11; 3                                           | 2, 3            | 2015, 2016          |                                 |
| Jang Su-won         | 11-13                                           | 2               | 2015                |                                 |
| Shorry J            | 9                                               | 2               | 2015                |                                 |
| Hong Yoon-hwa       | 9                                               | 2               | 2015                |                                 |
| Kim Beom-soo        | 8                                               | 2               | 2015                |                                 |
| Choi Hee            | 7, 10; 6                                        | 2, 3            | 2015, 2016          |                                 |
| Kim Ji-min          | 7, 11-14; 7, 10                                 | 2, 3            | 2015, 2016          |                                 |
| U Sung-eun          | 6; 2                                            | 2, 5            | 2015, 2018          |                                 |
| Shinsadong Tiger    | 5-8; 9                                          | 2, 4            | 2015, 2017          |                                 |
| Kisum               | 5                                               | 2               | 2015                |                                 |
| Hong Hyun-hee       | 5                                               | 2               | 2015                |                                 |
| Kim Hyo-jin         | 4, 13; 4-5                                      | 2, 3            | 2015, 2016          |                                 |
| Ahn Hye-kyung       | 4, 8                                            | 2               | 2015                |                                 |
| Chunji              | 3                                               | 2               | 2015                |                                 |
| Park Na-rae         | 3                                               | 2               | 2015                |                                 |
| Gong Seo-young      | 3, 6, 9                                         | 2               | 2015                |                                 |
| Kim Yulhee          | 2, 5                                            | 2               | 2015                |                                 |
| Kim Sae-rom         | 2                                               | 2               | 2015                |                                 |
| Seo Yu-ri           | 1                                               | 2               | 2015                |                                 |
| Hyun Young          | 11                                              | 1               | 2015                |                                 |
| Lee Guk-joo         | 10; 12                                          | 1, 5            | 2015, 2018          |                                 |
| Kim In-seok         | 10                                              | 1               | 2015                |                                 |
| Son Seung-yeon      | 10; 10                                          | 1, 2            | 2015                |                                 |
| Hong Kyung-joon     | 9                                               | 1               | 2015                |                                 |
| Yang Sang-guk       | 9                                               | 1               | 2015                |                                 |
| James Lee           | 8-9                                             | 1               | 2015                | (miembro de Royal Pirates)      |
| Kim Na-young        | 8-9                                             | 1               | 2015                |                                 |
| Hwang Hyun-hee      | 8                                               | 1               | 2015                |                                 |
| MIIII               | 7                                               | 1               | 2015                |                                 |
| Jeong Ga-eun        | 6-7; 3; 17; 2                                   | 1, 2, 4-5       | 2015, 2017, 2018    |                                 |
| Yoo Sang-moo        | 6-7, 10, 12; 2                                  | 1, 2            | 2015                |                                 |
| Eddy Kim            | 6, 12                                           | 1               | 2015                |                                 |
| Lee Yeon-doo        | 6-7                                             | 1               | 2015                |                                 |
| Hwang Chi-yeul      | 6-10; 16                                        | 1, 4            | 2015, 2017          |                                 |
| Jang Dong-min       | 5-6, 8, 11; 1                                   | 1, 2            | 2015                |                                 |
| Jung Il-hoon        | 5, 11                                           | 1               | 2015                |                                 |
| Bae Ji-hyun         | 5, 11                                           | 1               | 2015                |                                 |
| Song Yuvin          | 5                                               | 1               | 2015                |                                 |
| Lee Sang-joon       | 5                                               | 1               | 2015                |                                 |
| Lee Young-jin       | 5                                               | 1               | 2015                |                                 |
| Jung Hee-chul       | 4                                               | 1               | 2015                | (miembro de ZEA)                |
| Ben (Lee Eun-young) | 3, 6, 8-10, 12                                  | 1               | 2015                |                                 |
| Shin A-young        | 3-4, 12                                         | 1               | 2015                |                                 |
| Ha Min-woo          | 3                                               | 1               | 2015                | (miembro de ZEA)                |
| Choi Gook           | 3                                               | 1               | 2015                |                                 |
| Yoon Sung-ho        | 2-4, 7-12; 1-2                                  | 1 - 2           | 2015 - 2016         |                                 |
| Hyunyoung           | 2                                               | 1               | 2015                | (miembro de Rainbow)            |
| Julian Quintart     | 1-12; 1-2                                       | 1               | 2015                |                                 |
| Kim Jae-kyung       | 1, 12                                           | 1               | 2015                | (miembro de Rainbow)            |
| Ahn Young-mi        | 1-4                                             | 1               | 2015                |                                 |
| Kim Min-jeong       | 1                                               | 1               | 2015                | (experto en lectura del rostro) |
| Jo Dong-wook        | 1                                               | 1               | 2015                | (experto en voces)              |
| Kang Yong-suk       | 1                                               | 1               | 2015                |                                 |

### Artistas invitados
| Artistas         | Episodio donde apareció | Temporada | Duración   | Notas                                                                |
| ---------------- | ----------------------- | --------- | ---------- | -------------------------------------------------------------------- |
| Kim Jong-seo     | 12                      | 5         | 2018       |                                                                      |
| Park Wan-kyu     | 12                      | 5         | 2018       |                                                                      |
| Kim Tae-won      | 12                      | 5         | 2018       |                                                                      |
| NU'EST W         | 11                      | 5         | 2018       | [ 4 ]                                                                |
| Ha Dong-kyun     | 10                      | 5         | 2018       |                                                                      |
| TVXQ             | 9                       | 5         | 2018       | [ 5 ] [ 6 ]                                                          |
| Choi Jung-in     | 8                       | 5         | 2018       |                                                                      |
| Jo Jung-chi      | 8                       | 5         | 2018       |                                                                      |
| Mamamoo          | 7                       | 5         | 2018       | [ 7 ]                                                                |
| UV               | 6                       | 5         | 2018       |                                                                      |
| Wonpil           | 5                       | 5         | 2018       |                                                                      |
| Baek A-yeon      | 5                       | 5         | 2018       |                                                                      |
| JB               | 5                       | 5         | 2018       |                                                                      |
| Yubin            | 5                       | 5         | 2018       |                                                                      |
| Wooyoung         | 5                       | 5         | 2018       |                                                                      |
| Red Velvet       | 4                       | 5         | 2018       | (aparecieron todas menos Joy)                                        |
| Wanna One        | 3                       | 5         | 2018       | [ 9 ] [ 10 ]                                                         |
| Yuvin            | 2                       | 5         | 2018       |                                                                      |
| U Sung-eun       | 2                       | 5         | 2018       |                                                                      |
| Gilgu Bonggu     | 2                       | 5         | 2018       |                                                                      |
| Minzy            | 2                       | 5         | 2018       |                                                                      |
| Kim So-hee       | 2                       | 5         | 2018       |                                                                      |
| Block B          | 1                       | 5         | 2018       |                                                                      |
| CLON             | 18                      | 4         | 2017       |                                                                      |
| Yoon Do-hyun     | 17                      | 4         | 2017       |                                                                      |
| Hwang Chi-yeul   | 16                      | 4         | 2017       |                                                                      |
| F.T. Island      | 15                      | 4         | 2017       |                                                                      |
| Kim Kyung-ho     | 14; 12                  | 4, 5      | 2017, 2018 |                                                                      |
| TWICE            | 13                      | 4         | 2017       | [ 11 ]                                                               |
| Kim Won-jun      | 12                      | 4         | 2017       |                                                                      |
| Roo'ra           | 11                      | 4         | 2017       |                                                                      |
| HIGHLIGHT        | 10                      | 4         | 2017       | (aparecieron todos menos Gikwang)                                    |
| EXID             | 9                       | 4         | 2017       | (aparecieron todas menos Solji)                                      |
| Super Junior     | 8                       | 4         | 2017       | (solo aparecieron Heechul, Yesung y Shindong)                        |
| H.O.T.           | 7                       | 4         | 2017       | (aparecieron todos menos Moon Hee-joon, Jang Woo-hyuk y Lee Jae-won) |
| Roy Kim          | 6                       | 4         | 2017       |                                                                      |
| Lyn              | 5                       | 4         | 2017       |                                                                      |
| Got7             | 4                       | 4         | 2017       | (aparecieron todos menos Jackson)                                    |
| Koyote           | 3                       | 4         | 2017       |                                                                      |
| Ha-ha            | 2                       | 4         | 2017       | [ 14 ]                                                               |
| Skull            | 2                       | 4         | 2017       |                                                                      |
| Kim Jong-kook    | 1                       | 4         | 2017       |                                                                      |
| Davichi          | 12                      | 3         | 2016       |                                                                      |
| I.O.I            | 11                      | 3         | 2016       | (aparecieron todas menos Kim Se-jeong y Yoo Yeon-jung)               |
| g.o.d            | 10                      | 3         | 2016       | (aparecieron todos menos Park Joon-hyung, Yoon Kye-sang y Danny Ahn) |
| 2PM              | 9                       | 3         | 2016       | (aparecieron todos menos Junho, Taecyeon y Chansung)                 |
| John Park        | 8                       | 3         | 2016       |                                                                      |
| Yoon Sang        | 7                       | 3         | 2016       |                                                                      |
| Jessi            | 6                       | 3         | 2016       |                                                                      |
| Jung Joon-young  | 5                       | 3         | 2016       |                                                                      |
| Kim Yoon-ah      | 4                       | 3         | 2016       |                                                                      |
| Wonder Girls     | 3                       | 3         | 2016       | [ 17 ]                                                               |
| Choi Min-soo     | 2                       | 3         | 2016       |                                                                      |
| Park Jin-young   | 1                       | 3         | 2016       |                                                                      |
| Lee Jae-hoon     | 14                      | 2         | 2015       |                                                                      |
| Yoon Jong-shin   | 13                      | 2         | 2015       |                                                                      |
| Shin Hye-sung    | 12                      | 2         | 2015       |                                                                      |
| Jo Sung-mo       | 11                      | 2         | 2015       |                                                                      |
| Gummy            | 10                      | 2         | 2015       |                                                                      |
| Wheesung         | 9; 10                   | 2, 5      | 2015, 2018 |                                                                      |
| Brown Eyed Girls | 8                       | 2         | 2015       |                                                                      |
| Johan Kim        | 7                       | 2         | 2015       |                                                                      |
| Hwanhee          | 6                       | 2         | 2015       |                                                                      |
| Dynamic Duo      | 5                       | 2         | 2015       |                                                                      |
| K.Will           | 4                       | 2         | 2015       |                                                                      |
| Insooni          | 3                       | 2         | 2015       |                                                                      |
| Im Chang-jung    | 2                       | 2         | 2015       |                                                                      |
| Shin Seung-hun   | 1                       | 2         | 2015       |                                                                      |
| Ailee            | 11                      | 1         | 2015       |                                                                      |
| DJ Doc           | 10                      | 1         | 2015       | (aparecieron todos menos Kim Chang-yeol)                             |
| Noel             | 9                       | 1         | 2015       | (aparecieron todos menos Lee Sang-gon y Na Sung-ho)                  |
| Jang Yun-jeong   | 8                       | 1         | 2015       |                                                                      |
| 2AM              | 7                       | 1         | 2015       | (aparecieron todos menos Lim Seulong y Jeong Jin-woon)               |
| Kim Yeon-woo     | 6                       | 1         | 2015       |                                                                      |
| Baek Ji-young    | 5; 2                    | 1, 5      | 2015, 2018 |                                                                      |
| Kim Tae-woo      | 4                       | 1         | 2015       |                                                                      |
| Yoon Min-soo     | 3                       | 1         | 2015       |                                                                      |
| Lena Park        | 2                       | 1         | 2015       |                                                                      |
| Kim Bum-soo      | 1                       | 1         | 2015       |                                                                      |

### Apariciones especiales
| Artistas     | Episodio donde apareció | Duración | Notas                                                            |
| ------------ | ----------------------- | -------- | ---------------------------------------------------------------- |
| Jimin        | 6                       | 2019     | apareció en una foto apoyando a su amigo Kim Dae-hoon            |
| Jackie Chan  | 12                      | 2017     | apareció en un video apoyando a Eddy Oh                          |
| Jo Sung-mo   | 8                       | 2017     |                                                                  |
| Bang Min-ah  | 6                       | 2017     | apareció apoyando a su hermana Bang HyunA                        |
| Seo In-guk   | 5                       | 2016     | apareció en un video junto a Ma Dong-seok apoyando a Lee Sun-bin |
| Ma Dong-seok | 5                       | 2016     | apareció en un video junto a Seo In-guk apoyando a Lee Sun-bin   |
| Kwon Yu-ri   | 6                       | 2015     | apareció en un video apoyando a su hermano Kwon Hyuk-jun         |

## Episodios
El programa cuenta hasta ahora con 6 temporadas, y ha emitido más de 77 episodios, todos los viernes a las 7:30 (KST).
La sexta temporada fue estrenada el del 18 de enero del 2019.

### Rondas y pistas
Durante el programa hay seis personas o grupos parados en una plataforma llamada "SEE-cret Songers", cada uno con un alias diferente para mantener sus identidades en secreto. Los participantes no hablan, hasta cuando llega el momento de la revelación final. 
Varios cambios en el formato del juego se dieron desde el estreno del programa en el 2015: originalmente el número de participantes eran de ocho o nueve durante los primeros tres episodios de la primera temporada, luego se redujo a siete hasta la tercera temporada y nuevamente a seis a partir de la cuarta temporada.

#### Visual Rounds
- Stop, Looks and Listen (Temporadas 1-3, 5 (ep. #1))

Los artistas invitados debían mirar a cada uno de los concursantes basándose en su apariencia y canto visual. Se les mostraba un video silenciado del canto de cada uno de los concursantes, el cual revelaba solo 0.03 segundos de su canto real (durante la tercera temporada el segmento de video fue eliminado).
- Double Identities (Temporadas 4-5)

Los artistas debían identificar la identidad del vocalista habilidoso en el lado izquierdo o el vocalista sordo en el lado derecho, los cuales correspondían con el concursante designado.

#### Verbal Rounds
- Introduction Speech (Temporada 1)

Los concursantes se presentaban usando su propia voz, pero dependía si los vocalistas habilidosos decían la verdad o si los vocalistas sordos mentían en todo.

#### Lip-sync Rounds
- Solo Lip-sync (Temporada 1-3, 5 (ep. #1))

Los artistas invitados junto a los detectives debían identificar al vocalistas habilidosos que se encontraban realizando sincronía de labios con su propia voz y a los vocalistas sordos que se encontraban realizando sincronía de labios con la voz de otra persona que tenía un tono de voz similar. Durante algunos episodios de la primera temporada, antes de realizar la sincronización, el participante se presentaba primero y contaba un poco de su historia.
- Double Lip-sync

Tanto el competidor como el sustituto de sincronización de labios aparecían juntos y cantaban al mismo tiempo la misma canción, mientras que los artistas invitados junto a los detectives debían identificar al verdadero(a) propietario(a) de la voz.

#### Evidence Rounds
- Question and Answer (Temporada 1)

Durante los primeros dos episodios, los artistas y detectives debían identificar dentro de los 100 segundos permitidos a los cantantes buenos y los cantantes malos basados en sus verdaderas declaraciones, conforme fue avanzando el programa, durante los siguientes ocho episodios, los artistas invitados tenían 100 segundos para discutir sobre tres concursantes antes de tomar la decisión final, sus decisión dependían de que si los concursantes les decían la verdad o mentira.
- Proof Evidence (Temporada 1-3, 5 (ep. #1))

Se proporcionaban pruebas de la capacidad de canto de los concursantes (es decir, fotos, videos, certificados, etc.) Los vocalistas habilidosos tenían sus propias evidencias mientras que los vocalistas sordos presentaban evidencias inventadas. 
- Listening Evidence (Temporada 4-5)

El panelista podía escuchar la voz de canto del defensor usando audífonos, después el o ella debía defender y convencer al concursante (como defensor) de buscar su evidencia. Durante el cuarto y quinto episodios de la 5.ª temporada, la regla campo temporalmente, ahora el panelista elegido tenía la oportunidad de conocer la verdadera identidad del participante pero no a través de la escucha de su voz, posteriormente cada panelista debía convencer al invitado sobre si el cantante era un vocalista habilidoso durante la transmisión del video de prueba.

## Producción
El programa fue creado y producido por Lee Seon-young. 
Cuenta con el apoyo de las compañías de producción "CJ E&M" y "Signal Entertainment Group".
Es distribuida por "CJ E&M" e internacionalmente fue distribuida por "Endemol Shine Group".
A finales de febrero del 2019 se anunció que la Mnet, había vendido el formato del programa a 9 países, entre ellos: China, Tailandia, Indonesia, Bulgaria, Malasia, Filipinas, Rumania, Camboya y Eslovaquia. Convirtiéndose en el programa de variedades de música más vendido en Corea, así como en uno de los formatos más vendidos que se han creado en los últimos cuatro años.

### Popularidad
El programa tuvo un gran éxito y se convirtió en una franquicia internacional al igual que el programa de juegos "I Can See Your Voice: Mystery Music Game Show".

### Emisión en otros países
| País            | Cadenas  | Fecha de Emisión |
| --------------- | -------- | ---------------- |
| Sudeste de Asia | tvN Asia | -                |
| Singapur        | -        | -                |